# Daijō-ji
Daijō-ji (jap. 大乗寺; Świątynia Mahayany (Wielkiego Wozu) – japoński klasztor buddyjski szkoły zen tradycji sōtō, wybudowany w XIII w. w ówczesnej prowincji Kaga (obecnie prefektura Ishikawa, miasto Kanazawa), w pobliżu wioski Nonoichi.

## Historia klasztoru
Klasztor został wybudowany w 1261 roku przez przywódcę rodziny należącej do klanu Fujiwara, Togashi Iehisę. Pierwotnie była to mała świątynia rodziny wojowników i została wybudowana dla przechowywania wyobrażenia Dainichi Nyorai (skt Budda Wajroczana), które zostało wyrzeźbione przez górskiego ascetę Taichō (682-767). Ponieważ Dainichi jest głównym buddą praktyk ezoterycznych, pierwszym opatem klasztoru został mistrz (jap. ajari; skt. aćarja) ezoterycznych rytuałów ze szkoły shingon, Chōkai.
Chōkai uprzednio przebywał w klasztorze Hajaku, w którym znaleźli schronienie Kakuzan Ekan i inni członkowie wczesnej szkoły zen Daruma-shū. Po przybyciu do Daijō-ji Tettsū Gikaia, którego Chōkai traktował jak swojego ucznia, został on około 1292 roku poproszony o zmienienie klasztoru na klasztor zen, co formalnie stało się w roku 1293. Chōkai zrezygnował wówczas z tytułu kaisan (opat założyciel) i przyjął tytuł kaiki (patron założyciel), chociaż prawdziwym patronem był Togashi Iehisa.
Pierwszym, który dołączył do nowej społeczności zen był Keizan Jōkin, który wkrótce objął stanowisko shuso (opiekuna budynku mnichów). W 1294 roku uczniem Keizana w tym klasztorze został Meihō Sotetsu (1277-1350). W 1296 roku do tej mnisiej wspólnoty dołączył Gasan Jōseki (1276-1366). Mimo że praktyka zawierała wiele elementów tradycji shingon, to właśnie ten klasztor ustanowił podstawy pod średniowieczną i niezwykle popularną szkołę sōtō w Japonii.
W 1298 roku Gikai zrzekł się swoich obowiązków i opatem klasztoru został Keizan, chociaż Gikai dalej przebywał w tym klasztorze aż do swojej śmierci w 1309 roku. Pozycja Keizana była dość niepewna, gdyż nie miał od dobrych relacji z rodziną Togashi, więc Gikai w celu jej umocnienia przekazał Keizanowi relikwie szkoły Darumy. Po dwóch latach Keizan ustąpił ze stanowiska opata i przekazał prowadzenie klasztoru w ręce Meihō dziesiątego miesiąca 1311 roku, którego relacje z rodem Togashi były lepsze. Keizan przekazał mu także prawne dokumenty i inne, które potwierdzały niezależność finansową klasztoru. Mimo jego wysiłków, Meihō utracił stanowisko na korzyść mnicha ze szkoły rinzai Kyōō Unryō (1267-1341) i został drugim opatem Yōkō-ji w Noto. Meihō odzyskał około 1337 roku stanowisko opata, jednak było to już po śmierci Keizana, która nastąpiła w 1325 roku.
W późniejszych latach kontrolę nad Daijō-ji sprawowali opaci z linii przekazu Meihō Sotetsu, którzy twierdzili, że klasztor ten jest głównym klasztorem linii Gikaia, do której należały również takie klasztory, jak Sōji i inne, wybudowane przez Keizana.
W 1680 roku opatem klasztoru został Gesshū Sōko (1618-1696).
W drugiej połowie XVII wieku świątynia została przeniesiona z miejsca pierwotnej konstrukcji i usytuowana nieco dalej, w połowie drogi na niewielkie wzgórze Noda (Noda-yama). Na wzgórzu obok znajduje się publiczny park, którego nazwa: Daijō-ji Kyūryō Kōen (Park Wzgórza Świątyni Daijō) sugeruje, iż było to niegdyś miejsce zajmowane przez tę świątynię. Cały ten teren, położony na obrzeżach miasta Kanazawa, stanowią łagodne wzgórza, a park jest traktowany jako punkt widokowy. Widać stamtąd także dawną wioskę, a obecnie już miasto Nonoichi. 

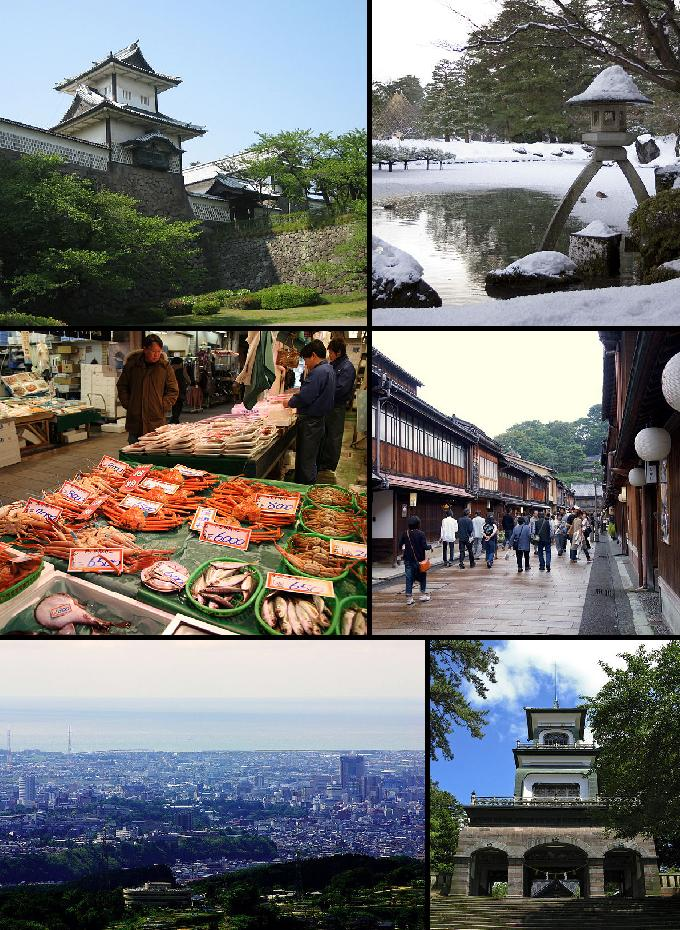
Kanazawa

## Adres klasztoru
- 〒921-8114 Ishikawa-ken, Kanazawa-shi, Nagasaka-machi, Ru−10 大乗寺